# Mycetaea coquereli
Mycetaea coquereli là một loài bọ cánh cứng trong họ Mycetaeidae. Loài này được Fairmaire miêu tả khoa học năm 1871.